# Paulius Beinaris
Paulius Beinaris (* 6. Februar 1984 in Kaunas) ist ein litauischer ehemaliger Politiker, Vizeminister für Innen.

## Leben
Nach dem Abitur 2003 an der katholischen Ąžuolo-Mittelschule Kaunas absolvierte er 2007 das Bachelorstudium der Computernetzwerke und 2011 das Masterstudium der Informatik an der Kauno technologijos universitetas. Er arbeitete im Zoogarten Litauens als Spezialist der technischen Mittel und bei UAB "Polada" als Direktor. 2011 nahm er als Einwohner von Jonučiai an der Kommunalwahl zum Rat der Rajongemeinde Kaunas teil.
Vom 22. Oktober 2014 bis zum 24. Oktober 2014 war er stellvertretender Innenminister Litauens, Stellvertreter von Dailis Barakauskas im Kabinett Butkevičius. Beinaris trat nach dem Tvarka-ir-teisingumas- und Barakauskas-Skandal am Innenministerium zurück.
Beinaris war Mitglied von Partija "Jaunoji Lietuva". Er ist Mitglied von Tvarka ir teisingumas.
Beinaris ist verheiratet. Mit Frau Vytautė Beinarienė, Edukologin im litauischen Zoogarten, hat er die Tochter Mantė-Kotryna.